# Лещинская, Станислава
Станисла́ва Лещи́нская (пол. Stanisława Leszczyńska; 8 мая 1896 — 11 марта 1974) — польская акушерка в концентрационном лагере Освенцим, принявшая роды более 3000 детей.

## Биография
Станислава Замбжицкая (пол. Stanisława Zambrzycka) родилась в 1896 году в городе Лодзь. В 1916 году вышла замуж за Бронислава Лещинского. В браке родились два сына и дочь. В 1922 году Лещинская окончила курсы акушерок и начала работать в одном из беднейших районов Лодзи. В то время роды в Польше, как правило, принимались на дому, и Лещинской приходилось преодолевать большие расстояния пешком, чтобы помочь роженицам. Позже её дети вспоминали, что она часто работала по ночам, но никогда не спала днём.
18 февраля 1943 года Лещинская была арестована вместе со своими детьми за то, что помогала евреям доставать еду и фальшивые документы. Её сыновья были отправлены в концлагерь Маутхаузен для работы на каменоломнях. Станиславу и её дочь Сильвию отправили в Освенцим, куда они прибыли 17 апреля 1943 года. На протяжении следующих двух лет Лещинская-старшая работала акушеркой в Освенциме, проработав в трёх разных бараках. Среди огромного количества женщин, попавших в лагерь, было много беременных, но условия для их содержания были крайне жестокими. Внутри барака стояли трёхъярусные койки, на каждой из которых должно было поместиться три-четыре женщины. Посредине барака стояла 40-метровая печь, но её топили лишь несколько раз в году. Иногда бараки, расположенные в низине, затапливало, и глубина воды на полу могла доходить до 5—8 сантиметров. При полном отсутствии антисептических средств и перевязочных материалов, в катастрофически антисанитарных условиях (в лагере постоянно свирепствовали дизентерия, тиф и педикулёз) и без квалифицированной помощи, так как лагерные врачи отказывались помогать представителям другой национальности в силу своих идеологических убеждений, Лещинская самостоятельно принимала роды у заключённых. Позже к ней присоединились узницы-врачи — Ирена Конечная и Ирена Бялувна, причём последняя спасла Лещинскую от смерти, когда та заболела брюшным тифом.
По приказу главврача лагеря Йозефа Менгеле до мая 1943 года все новорождённые младенцы умерщвлялись: их топили в бочке лагерные медсестры Клара (акушерка, осуждённая за убийство ребенка) и Фанни (немецкая проститутка), после чего выбрасывали тела из барака. Лещинская отказалась подчиняться приказу Менгеле. Когда Клара потребовала, чтобы Лещинская записывала всех детей как мертворождённых и сама от них избавлялась, та опять отказалась, за что была сильно избита. В дальнейшем, детей с «арийской» внешностью убийцы стали щадить и отправляли их в город Накло с целью денационализации. Их размещали в приютах или усыновляли немецкие семьи. Для того, чтобы помочь матерям найти своих детей в будущем, Лещинская придумала делать детям подобие татуировки, о которой охранники не знали. Всего за время работы Лещинской акушеркой в Освенциме Клара и Фанни утопили около 1500 детей; несколько сотен детей были отправлены в Накло; еще около 1000 умерли от голода, холода и антисанитарии.
В январе 1945 года Лещинская с другими заключёнными лагеря была освобождена советскими войсками. Освободившись, Лещинская продолжила работать по специальности, проработав до 1957 года (итого — 35 лет). Муж Станиславы был убит в 1944 году, во время Варшавского восстания. Её дети выжили. О деятельности Лещинской в Освенциме стало известно в 1957 году со слов её сына. Сама Станислава своими воспоминаниями о заключении в Освенциме публично поделилась лишь в 1965 году, объяснив долгое молчание «озабоченностью тенденциями, возникающими в польском обществе».
В 1970 году Лещинская встретилась с бывшими узницами Освенцима и их детьми, которые родились в лагере.
В 1974 году Станислава Лещинская скончалась. Её останки были перенесены в церковь, где Лещинскую в детстве крестили.

## Память
В честь Станиславы Лещинской названы: главная улица в городе Освенциме, улица в Лодзи, несколько больниц, школ и благотворительных организаций в Европе. Станислава — кандидат на канонизацию в польской католической церкви.